# Rüfət Hüseynov
Rüfət Hüseynov (ur. 25 kwietnia 1997) − azerski bokser kategorii papierowej, młodzieżowy mistrz igrzysk olimpijskich oraz brązowy medalista młodzieżowych mistrzostw świata z 2014 roku.

## Kariera amatorska
W kwietniu 2014 był uczestnikiem młodzieżowych mistrzostw świata w Sofii. W walce o finał zmierzył się z Uzbekiem Sulaymonem Latipovem. Przegrał z nim wyraźnie na punkty. W sierpniu 2014 został młodzieżowym mistrzem olimpijskim w kategorii papierowej. W finale wygrał na punkty z reprezentantem Uzbekistanu Sulaymonem Latipovem.